# Alenka Gotar

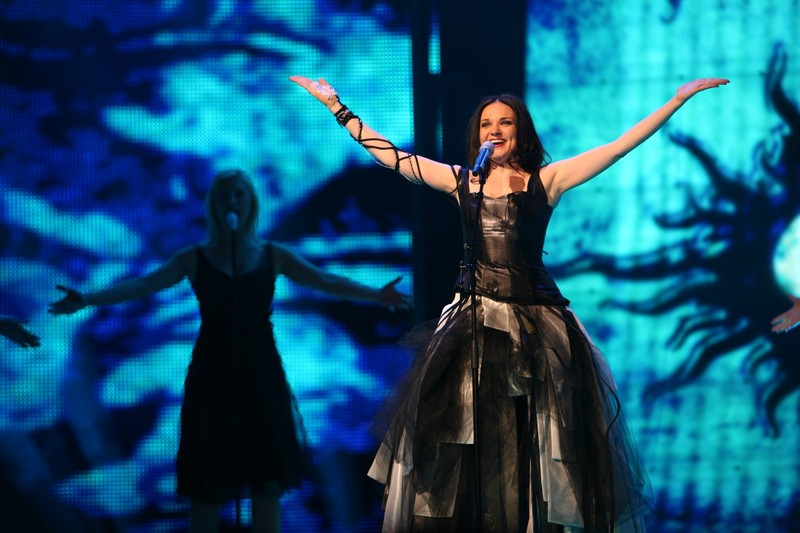
Alenka Gotar im Finale des Eurovision Song Contest 2007

Alenka Gotar (* 1977 in Ljubljana, SFR Jugoslawien) ist eine slowenische Opernsängerin (Sopran). 

## Leben
Alenka Gotar gewann am 3. Februar 2007 den slowenischen Vorentscheid zu Eurovision Song Contest 2007 mit dem Lied Cvet z juga („Blume des Südens“). Im Halbfinale konnte sie sich für das Finale qualifizieren und belegte dort den 15. Platz.
Seit 2000 tritt sie regelmäßig an Ljubljanaer Oper auf, an der sie diverse Rollen belegte. Des Weiteren trat sie bei den Salzburger Festspielen und dem Europäischen Musikmonat 2001 in Basel auf.